# Североаличурски хребет
Североаличурският (Базардарински) хребет (на руски: Северо-Аличурский (Базардаринский) хребет) е планински хребет в централната част на Памир, разположен на територията на Таджикистан. Простира се от запад на изток на протежение около 130 km, между река Бартанг (десен приток на Пяндж) на северозапад и средното ѝ течение Мургаб на север и река Гунт (десен приток на Пяндж) и горното ѝ течение Аличур на юг. На югозапад са свързва с Рушанския хребет. Максимална височина връх Сарезки 5951 m, (38°11′31″ с. ш. 73°14′33″ и. д. / 38.191944° с. ш. 73.2425° и. д.), разположен в северната му част. Други по-високи върхове са: Кулин 5931 m, Базартепа 5880 m, Тризъбец 5846 m. Изграден е основно от гранитоиди, метаморфни и глиненсти шисти, пясъчници и варовици. Гребенът му е с алпийски форми. Има множество ледници, с обща площ 316 km². От северните му склонове водят началото си къси и бурни реки леви притоци (Катамарджанай и др.) на Бартанг (Муксу), а от южните – малки десни притоци на Гунт (Аличур). Преобладават каменистите високопланински ландшафти, заети от обширни скалисти и чакълести пространства. Долните части на склоновете му са покрити с рядка растителност и студени високопланински пустини.

## Топографска карта
- J-43-А М 1:500000[2]
- J-43-В М 1:500000[3]